# 有吉弘行のダレトク!?
『有吉弘行のダレトク!?』（ありよしひろいきのダレトク!?）は、関西テレビの制作でフジテレビ系で2013年（平成25年）10月8日から2019年（平成31年）3月19日まで放送されたバラエティ番組である。2016年10月18日からは、毎週火曜日 22時 - 22時54分に放送された。全231回。有吉弘行の冠番組である。2012年にはパイロット版が1回放送された。

## 概要
一般人に広まっている間違った常識をデマとして指摘し、デマが広がる原因となった当事者に直接抗議を言いに行ったり検証したりするバラエティ番組。スタジオの有吉が当事者との中継で会話しデマを謝罪させる展開もある。番組名の「ダレトク!?」には、「デマが広がることで得をしているのは誰か」という意味がある。
関西ローカルで放送された『世の中のデマを一挙撲滅 特命任務DEMA-TRIX』（2011年9月・12月）、『ツキギメ・有吉弘行の信じる者はバカを見る!?』（2013年6月に『ヨルパチーノ』枠で毎週放送）を全国ネット化した番組で、2013年9月に終了した『キャサリン三世』の後番組として放送開始。これとは別に、2012年4月15日に『真実を追求せよ 踊る!デマ捜査官』の番組名で一度、全国ネットでの単発放送の実績がある（日曜16時5分 - 17時20分。『日曜スペシャル』で放送）。
2013年10月8日より、毎週火曜日 23時 - 23時30分（『COOL TV』枠、JST）にレギュラー放送が開始した。
2014年4月1日には、番組初となる1時間半スペシャル『有吉弘行のダレトク!?エイプリルフール祭り』が22:00から放送、同年9月23日には再び1時間半SP『有吉弘行のダレトク!?とりあえず海外行ったけど…スペシャル』、2014年最終放送となる12月23日には3回目の1時間半SPをそれぞれ放送、2015年3月24日には2015年では唯一の1時間半SPを放送した。その後は拡大版は放送しなかったが、2016年3月22日には1年振りの1時間半SPを放送した。
2014年半ばごろからは方針転換。「デマ」はほとんど取り上げられず、全国各地のおかしなものや料理（特にラーメン）、生活の知恵、オネエ関係など、「ダレトク（＝誰得、ネットスラング）」な情報を取り上げている。
2015年12月8日の放送で100回を迎え、レギュラー第1回ゲストの高橋英樹と特番時代の磯野貴理子がゲスト、ローカル時代に出演したほんこんがVTR出演した。
2016年10月18日より、深夜23時台からゴールデンタイム・プライムタイム枠へ昇格及び放送時間を1時間繰り上げ・24分拡大し、毎週火曜日 22時 - 22時54分で放送されている。カンテレ制作の火曜22時台がバラエティーのレギュラー番組になるのは『ひらけ!GOMA王国』以来21年ぶりとなり、22時台に関西テレビ単独制作のバラエティーのレギュラー番組が放送されるのは日曜22時台前半に放送されていた『カジノザウルス』以来20年ぶりとなる。なお、火曜23時台前半枠には、新番組『＃nakedEve』（引き続きカンテレ制作）が放送開始された。なおスポンサーは体裁上、21時台に移動したカンテレ自社制作連続ドラマと交換となっている。
2017年3月21日には、過去最長となる2時間SPを21時 - 22時48分に放送。
2017年半ばから再び方針転換し、ほぼ全てのコーナーを一新した。そのため誰が得するという意味での「ダレトク」では無くなってきている。また、調査員も芸人以外の芸能人が増えてきている。
2018年6月5日放送分で200回を達成、スタジオを飛び出し東京ディズニーリゾートで収録を行った。
2018年7月24日放送分から、スナック風のセットに芸能人を招いてトークする「スナック有吉」が開始、当初は不定期だったが、8月28日放送分からレギュラーに変更、そして10月16日放送分から「没メニュー」との2本立てになった。
2019年3月をもって終了。後継番組は、4月から『噂の現場急行バラエティー レディース有吉』が放送開始となり、当番組から有吉のみ続投する。

## 出演者
MC
- 有吉弘行

進行
- 高橋真麻（関西ローカルのレギュラー放送から）
- 関太（タイムマシーン3号） - 没メニューレストランのコーナー進行

スタジオゲスト（準レギュラー）
- 山崎弘也（アンタッチャブル）
- メイプル超合金

ナレーター
- 若本規夫
- 中井和哉（22時時代から）
- 津野しの

過去の出演者
アシスタント
- 磯野貴理子（単発番組時代。レギュラー版第100回に出演）

スタジオゲスト（準レギュラー）
- ほんこん（単発番組時代。レギュラー版第100回に出演）
- いとうあさこ
- 春日俊彰（オードリー）
- 田中卓志（アンガールズ）
- ナジャ・グランディーバ

調査員
- アルコ&ピース（2013年10月8日 - ）
- トップリード（2014年5月27日 - 2014年12月9日）
- ダーリンハニー（2014年6月3日 - ）
- 春日俊彰（オードリー）
- 田中卓志（アンガールズ）
- 藤田ニコル（2017年2月7日 -)

## 放送内容

### 深夜時代
| 1                                      | 10月8日 （23:15 - 23:45）  | クロロホルムを嗅ぐと一瞬で気絶する ピラニアは凶暴で人を襲う                         | 高橋英樹、高橋恵美子                                      | 平子祐希（アルコ&ピース） |
| 2                                      | 10月15日 （23:00 - 23:30） | 相撲の新弟子検査には厳しい検査基準がある 河村たかし名古屋市長は名古屋弁しか話さない | 芹那、蛭子能収                                            | （なし）                  |
| 3                                      | 10月22日 （23:00 - 23:30） | 「サンドバッグ」という名 「たんたんたぬき」の歌                                     | 哀川翔、小沢仁志                                          | アルコ&ピース             |
| 4                                      | 10月29日 （23:00 - 23:30） | スラッとした美脚はカモシカのような脚 閉店時にかかるBGMは「蛍の光」                  | 上島竜兵、肥後克広（以上ダチョウ倶楽部）                  | 酒井健太（アルコ&ピース） |
| 5                                      | 11月5日 （23:00 - 23:30）  | 「西遊記」に登場する「沙悟浄」は河童 ウサギの好物はニンジン                         | ミッツ・マングローブ、ナジャ・グランディーバ              | 平子祐希（アルコ&ピース） |
| 6                                      | 11月12日 （23:15 - 23:45） | 泡立ちのいいシャンパンは高級 イナバウアー                                           | あびる優、misono                                          | （なし）                  |
| 7                                      | 11月19日 （23:00 - 23:30） | ハイエナは他人のものを横取る卑怯者 ゆずの歌「少年」の歌詞                           | オール巨人、ほんこん                                      | （なし）                  |
| 8                                      | 11月26日 （23:00 - 23:30） | ダイヤモンドは地球上で最も固くて壊れない ロシア民話「おおきなかぶ」                 | 川崎麻世、陣内智則                                        | アルコ&ピース             |
| 9                                      | 12月3日 （23:00 - 23:30）  | 名古屋めし ハムスターはかわいい モグラは穴から顔を出す                              | やくみつる、江川達也                                      | 酒井健太（アルコ&ピース） |
| 10                                     | 12月10日 （23:00 - 23:30） | 広島県のかかし パンダ                                                               | ダレノガレ明美、ラブリ                                    | （なし）                  |
| 11                                     | 12月17日 （23:00 - 23:30） | コラーゲンを食べると翌日お肌ブルブルになる クリスマス（ドラマ形式による解説）       | 高須克弥、西川史子 ドラマ出演：箕輪はるか（ハリセンボン） | 酒井健太（アルコ&ピース） |
| （12月24日と12月31日は年末特番で休止） |                            |                                                                                     |                                                           |                           |

| 2014年                                                                    | 2014年                     | 2014年 | 2014年 | 2014年                                                                                   | 2014年 |
| 回                                                                        | 放送日                     | 放送内容 | ゲスト | 調査員                                                                                   |        |
| ------------------------------------------------------------------------- | -------------------------- | --- | --- | ---------------------------------------------------------------------------------------- | ------ |
| 12                                                                        | 1月7日 （23:15 - 23:45）   | 「♂」と「♀」の記号 レモンのイメージ | 滝沢秀明、狩野英孝 | 平子祐希（アルコ&ピース）                                                                |        |
| 13                                                                        | 1月14日 （23:15 - 23:45）  | タランチュラは猛毒を持っている 「どんだけ〜！」を始めたのはIKKO | 佐藤仁美、ナジャ・グランディーバ VTR出演：大島美幸、黒沢かずこ（森三中） | 酒井健太（アルコ&ピース）                                                                |        |
| 14                                                                        | 1月21日 （23:00 - 23:30）  | シクラメンの香り 飲みかけにしたペットボトルを、翌日に飲んだら菌だらけになる                                                                                           | 磯野貴理子、大島美幸（森三中） VTR出演：布施明 | 酒井健太（アルコ&ピース）                                                                |        |
| 15                                                                        | 1月28日 （23:00 - 23:30）  | 華厳の滝 那須塩原市の謎のピラミッド スーパーのうずらの卵からヒナがかえる                                                                                              | 鈴木拓（ドランクドラゴン）、山里亮太（南海キャンディーズ） | アルコ&ピース                                                                            |        |
| 16                                                                        | 2月4日 （23:00 - 23:30）   | ブラジャーのホック外し 女性用下着に付いているリボンは無駄 ホームラン後のベース一周は無駄                                                                              | 大鶴義丹、マイケル富岡 | 平子祐希（アルコ&ピース）                                                                |        |
| 17                                                                        | 2月11日 （23:00 - 23:30）  | ワニは見た目がおそろしい バレンタインデーにぴったりの魚がいる ある"車のホイールメーカー"のカタログの表紙を飾ったタレントは売れる                                      | 河北麻友子、中村アン、ナジャ・グランディーバ | アルコ&ピース                                                                            |        |
| 18                                                                        | 2月18日 （23:00 - 23:30）  | トンカツ食べて受験に勝つ Googleのストリートビューにボカシがかかっている大仏がある                                                                                     | 振分親方（元：小結高見盛）、武田修宏、吉村崇（平成ノブシコブシ） | アルコ&ピース                                                                            |        |
| 19                                                                        | 2月25日 （23:00 - 23:30）  | ヘソのゴマは菌だらけ 犬の口は菌だらけ リモコンの「DVD取り出しボタン」はムダ 野球の監督のユニフォームはムダ                                                            | 具志堅用高、安田美沙子、今井華 VTR出演：長嶋一茂 | アルコ&ピース                                                                            |        |
| 20                                                                        | 3月4日 （23:00 - 23:30）   | 酢豚にパイナップルを入れると肉が柔らかくなる 市原市の「世界一」 千葉県の大仏                                                                                          | 若林正恭（オードリー）、クリス松村、西堀亮（マシンガンズ） | アルコ&ピース                                                                            |        |
| 21                                                                        | 3月11日 （23:00 - 23:30）  | 新宿二丁目イケメン図鑑 沖縄のスーパーには他府県では絶対売ってない物がある 沖縄の同窓会                                                                                | 椿鬼奴、バービー（フォーリンラブ）、ナジャ・グランディーバ | アルコ&ピース                                                                            |        |
| 22                                                                        | 3月18日 （23:15 - 23:45）  | ある電話番号につながると一週間以内に死ぬ ラッコとイルカの寝姿 医療ドラマのデマ                                                                                        | 伊藤淳史、仲村トオル、ナジャ・グランディーバ | アルコ&ピース                                                                            |        |
| （3月25日は特番のため休止）                                               |                            | | |                                                                                          |        |
| 23                                                                        | 4月1日 （22:00 - 23:24）   | 90分SP コアラ 『フランダースの犬』の舞台 ベルギー オネエ疑惑の有るレストラン ドリアン                                                                                 | 磯野貴理子、大鶴義丹、高橋英樹 田中卓志（アンガールズ）、壇蜜 ナジャ・グランディーバ、NANA（MAX）、ほんこん 中継ゲスト：河村たかし VTR出演：小沢仁志、柴田英嗣（アンタッチャブル） | 平子祐希（アルコ&ピース）                                                                |        |
| 24                                                                        | 4月8日 （23:15 - 23:45）   | ライオン 茨城のバンジージャンプ | 小原正子（クワバタオハラ）、ユージ | アルコ&ピース                                                                            |        |
| 25                                                                        | 4月15日 （23:15 - 23:45）  | 豚骨スープで洗うと汚れが落ちる プリントシール機 | マギー、アントニー（マテンロウ）、植野行雄（デニス） VTR出演：小沢仁志、エスパー伊東                                                                                               | 酒井健太（アルコ&ピース）                                                                |        |
| 26                                                                        | 4月22日 （23:00 - 23:30）  | 埼玉県の街おこし 本当の月は美しいとは言えない | 陣内智則、菜々緒 VTR出演：八木真澄（サバンナ） | アルコ&ピース                                                                            |        |
| 27                                                                        | 4月29日 （23:00 - 23:30）  | 野球の「アウト」のポーズ 山陽本線の門司 - 下関間で起こる信じられない事                                                                                                | 博多華丸・大吉、尾形貴弘 | アルコ&ピース                                                                            |        |
| 28                                                                        | 5月6日 （23:00 - 23:30）   | 大阪のおネエ ある音を流すと水が操れる コンデンスミルクを湯煎すると○○の味になる                                                                                        | ほんこん、陣内智則、ナジャ・グランディーバ | 酒井健太（アルコ&ピース）                                                                |        |
| 29                                                                        | 5月13日 （23:00 - 23:30）  | 建設機械にはかわいいものがついている 鳥取県の○○記念館 山口県周南市の東京をパクりまくってる町                                                                          | 沢村一樹、つるの剛士 | アルコ&ピース                                                                            |        |
| 30                                                                        | 5月20日 （23:00 - 23:30）  | ダレトクショッピング アリの真実 | 小籔千豊、ふかわりょう、ナジャ・グランディーバ | 平子祐希（アルコ&ピース）                                                                |        |
| 31                                                                        | 5月27日 （23:00 - 23:30）  | 大阪おネエ美女図鑑 キーレスエントリーはアイーンのポーズをとると、遠くから解錠できる                                                                                   | 藤本敏史（FUJIWARA）、小峠英二（バイきんぐ） VTR出演：高山善廣、大林素子 | トップリード                                                                             |        |
| 32                                                                        | 6月3日 （23:00 - 23:30）   | 大阪おネエ美女図鑑2 ヘリコプターのエンジンが止まった状態で落下 | アンジャッシュ、ナジャ・グランディーバ | 吉川正洋（ダーリンハニー）                                                               |        |
| 33                                                                        | 6月10日 （23:00 - 23:30）  | 世の中は菌だらけ（その3） 富岡製糸場で、あるモノが世界遺産登録の邪魔をしている                                                                                        | たんぽぽ | 吉川正洋（ダーリンハニー） 酒井健太（アルコ&ピース）                                     |        |
| 34                                                                        | 6月17日 （23:00 - 23:30）  | 福岡・博多のおネエ ある葉っぱからサイダーが作れる | 大久保佳代子（オアシズ）、野呂佳代、ナジャ・グランディーバ | トップリード                                                                             |        |
| （6月24日は『やってみなけりゃ分からない そんなバナナナナゾ!』のため休止） |                            | | |                                                                                          |        |
| 35                                                                        | 7月1日 （23:20 - 23:50）   | 何に使うか分からないスプーン ○○に効果絶大アイテム 美容グッズ | ブラックマヨネーズ | （なし）                                                                                 |        |
| 36                                                                        | 7月8日 （23:15 - 23:45）   | 富士宮市にあるスーパーでは「ありえない物」が売っている がっかり鍋 湖西市で養殖している動物                                                                            | ビビる大木、ナジャ・グランディーバ | 吉川正洋（ダーリンハニー） 平子祐希（アルコ&ピース） トップリード                        |        |
| 37                                                                        | 7月15日 （23:15 - 23:45）  | 京都おネエ図鑑 コルク抜きを使わずにワインのコルクを抜く | 高橋英樹、島崎和歌子、眞鍋かをり VTR出演：ナジャ・グランディーバ | 吉川正洋（ダーリンハニー）                                                               |        |
| 38                                                                        | 7月22日 （23:00 - 23:30）  | 札幌市の"よい子が入っちゃいけない博物館" 北海道の土産 メスハイエナにはメスにあってはいけない物がついている                                                            | 小島よしお、狩野英孝、ナジャ・グランディーバ | 吉川正洋（ダーリンハニー） トップリード                                                  |        |
| 39                                                                        | 7月29日 （23:00 - 23:30）  | カブトムシ情報 いけすからウナギを移すための情報 スイカをある方法で切ると、タネのない状態にカットできる                                                                | ピース | 吉川正洋（ダーリンハニー） トップリード                                                  |        |
| 40                                                                        | 8月5日 （23:00 - 23:30）   | 夏を快適に過ごす髪型 パスタをラーメンにする茹で方 | 坂上忍、鈴木奈々 VTR出演：林家ペー、内間政成（スリムクラブ） じゅんいちダビッドソン 中岡創一（ロッチ）、三浦マイルド                                                               | アルコ&ピース                                                                            |        |
| 41                                                                        | 8月12日 （23:00 - 23:30）  | 醤油が欲しい時のアイテム 焼肉を食べたいがダイエット中の人にうってつけのアイテム 崎陽軒の「シウマイ弁当」に杏 そどん                                                   | 出川哲朗、土田晃之 | アルコ&ピース 新妻悠太（トップリード）                                                   |        |
| 42                                                                        | 8月19日 （23:00 - 23:30）  | オオゴマダラを集めるにはティッシュを使う 黒ゴミ袋でトンビを集める エミューの集め方 生卵でスーパーボールが作れる                                                       | サンドウィッチマン | アルコ&ピース                                                                            |        |
| 43                                                                        | 8月26日 （23:00 - 23:30）  | 濡れたワンちゃんのブルブル ダース・ベイダーそっくりの植物 | オードリー | 酒井健太（アルコ&ピース） 新妻悠太（トップリード）                                       |        |
| 44                                                                        | 9月2日 （23:00 - 23:30）   | 全く売る気がない骨董品屋 毎朝男たちが○○する銭湯 突然暗闇になった時の対処法 20個のプチトマトを10秒以内で半分に切る方法                                                 | パンサー | 和賀勇介（トップリード） 吉川正洋（ダーリンハニー）                                      |        |
| 45                                                                        | 9月9日 （23:00 - 23:30）   | アノ高級食材を乱暴に使う旅館がある 女性がドン引きする寿司屋 スケルトンチップス                                                                                        | ジャングルポケット | 平子祐希（アルコ&ピース） 吉川正洋（ダーリンハニー）                                     |        |
| 46                                                                        | 9月16日 （23:00 - 23:30）  | 揚げバター まさかまさかのコラボバーガー カナダの「モントリオールパレード」に参加した 日本のおネエ                                                                     | カンニング竹山、品川庄司 VTR出演：バビ江ノビッチ、Hossy | アルコ&ピース 新妻悠太（トップリード）                                                   |        |
| 47                                                                        | 9月23日 （22:00 - 23:24）  | 90分SP ダレトク!?観光ガイド〜ドバイ編〜 ダレトク!?観光ガイド〜 ブータン編〜 カナダの「モントリオールパレード」に参加した 日本のおネエ                                 | 千原ジュニア（千原兄弟）、矢作兼（おぎやはぎ） 大久保佳代子（オアシズ）、博多大吉（博多華丸・大吉） 澤部佑（ハライチ）、鈴木奈々 VTR出演：バビ江ノビッチ、Hossy                    | 小峠英二（バイきんぐ） アルコ&ピース 吉川正洋（ダーリンハニー） 新妻悠太（トップリード） |        |
| （9月30日は『謎解きはディナーのあとで』（映画版）のため休止）             |                            | | |                                                                                          |        |
| 48                                                                        | 10月7日 （23:15 - 23:45）  | カニの身を簡単に取り出す方法 財布の中に"アレ"を入れている男性が未だにいるのか                                                                                         | ドランクドラゴン | 吉川正洋（ダーリンハニー）                                                               |        |
| 49                                                                        | 10月14日 （23:15 - 23:45） | 力士に不思議な名前が増えている 長野にがっかりするほど悲しいキノコがある 長野のとても刺激的なうどん                                                                    | バカリズム、平成ノブシコブシ | トップリード 吉川正洋（ダーリンハニー）                                                  |        |
| 50                                                                        | 10月21日 （23:15 - 23:45） | バスタイムで活躍してくれる頭皮ケアアイテム 愛犬家必見の雨でも散歩に行けるアイテム 茨城県の運動会                                                                      | 山崎弘也（アンタッチャブル） | アルコ&ピース 新妻悠太（トップリード）                                                   |        |
| 51                                                                        | 10月28日 （23:00 - 23:30） | アボカドの皮をナイフ無しに簡単に剥くテクニック ナイフを使わずリンゴを素早くまっぷたつにする方法 千歳市に危険が隣り合わせの温泉がある 上川郡下川町にある"あの世界遺産" | 関根勤、どぶろっく | 吉川正洋（ダーリンハニー） 新妻悠太（トップリード） 酒井健太（アルコ&ピース）            |        |
| 52                                                                        | 11月4日 （23:00 - 23:30）  | ぽっちゃり図鑑 新潟の濃厚すぎるラーメン 静岡の「朝ラー」 | 木下隆行（TKO）、岡田圭右（ますだおかだ） | 酒井健太（アルコ&ピース） 吉川正洋（ダーリンハニー）                                     |        |
| 53                                                                        | 11月11日 （23:00 - 23:30） | プロレス業界の秘密特集 | 博多大吉（博多華丸・大吉）、田中直樹（ココリコ） | 酒井健太（アルコ&ピース）                                                                |        |
| 54                                                                        | 11月18日 （23:30 - 24:00） | アメリカ合衆国で大人気のチョコスイーツ ラスベガスの近未来のポップコーン 自撮りギャップランキング                                                                      | 尾上松也、ハリセンボン | アルコ&ピース                                                                            |        |
| 55                                                                        | 11月25日 （23:00 - 23:30） | プラスチック板に書いた油性ペンの落書きを消すテクニック トラフグの秘密 イセエビの秘密                                                                                  | 中川家、渡辺直美 | 吉川正洋（ダーリンハニー） アルコ&ピース                                                 |        |
| 56                                                                        | 12月2日 （23:00 - 23:30）  | 四国のスイーツ 卵かけごはん | 大久保佳代子（オアシズ）、大沢あかね | 酒井健太（アルコ&ピース）                                                                |        |
| 57                                                                        | 12月9日 （23:00 - 23:30）  | 茨城の大盤振る舞いのバッティングセンター 茨城っぽい理容店 いかだの上にうつぶせになる漁師                                                                              | 小峠英二（バイきんぐ）、NON STYLE | トップリード 酒井健太（アルコ&ピース）                                                   |        |
| 58                                                                        | 12月16日 （23:00 - 23:30） | おネエ疑惑のあるレストラン | サバンナ | 高橋真麻 ナジャ・グランディーバ                                                          |        |
| 59                                                                        | 12月23日 （22:00 - 23:24） | 90分SP タイのデンジャラスな寺 タイのすごく儲けている焼き鳥店 魅惑の タイグルメ インドの大富豪 インドのカリスマ美容師                                                  | 榊原郁恵、中山秀征、カンニング竹山 山崎弘也（アンタッチャブル）、平愛梨 | 小島よしお 吉川正洋（ダーリンハニー） 平子祐希（アルコ&ピース）                          |        |
| （12月30日は『ジャンクSPORTS』年末SPのため休止）                          |                            | | |                                                                                          |        |

| 2015年                                                                                        | 2015年                         | 2015年 | 2015年 | 2015年 | 2015年 |
| 回                                                                                            | 放送日                         | 放送内容 | ゲスト | 調査員 |        |
| --------------------------------------------------------------------------------------------- | ------------------------------ | --- | --- | --- | ------ |
| 60                                                                                            | 1月6日 （23:00 - 23:30）       | ワサビの辛さを消す放送 芦野温泉の「入りたくても入ってられない温泉」 草津温泉の「ダチョウ倶楽部にぴったりの温泉」                                                                      | 渡辺徹、柳原可奈子 | 吉川正洋（ダーリンハニー） 肥後克広（ダチョウ倶楽部） 上島竜兵（ダチョウ倶楽部） 田中卓志（アンガールズ） |        |
| 61                                                                                            | 1月13日 （23:15 - 23:45）      | 香川県のお菓子 牛乳とあるモノを使ってのクラムチャウダー 肉でないあるモノを使っての上カルビ                                                                                            | 石塚英彦（ホンジャマカ）、IKKO | 吉川正洋（ダーリンハニー）                                                                                |        |
| 62                                                                                            | 1月20日 （23:00 - 23:30）      | ご祝儀袋製作時に活躍する便利グッズ 冬でも花火が楽しめるグッズ 鍵などを失しがちな人の必須アイテム 不器用な人にもってこいのキッチングッズ 絶対盗まれない自転車 人類の夢を叶える竹馬     | スピードワゴン、藤本美貴 | アルコ&ピース                                                                                             |        |
| 63                                                                                            | 1月27日 （23:00 - 23:30）      | 愛知県豊田市の「雪見ラーメン」 レンゲがささるラーメン ワサビを辛くする方法 汗を出なくする方法                                                                                         | 北斗晶、篠原信一 | 吉川正洋（ダーリンハニー） ザ・たっち                                                                     |        |
| 64                                                                                            | 2月3日 （23:00 - 23:30）       | 変わった食材で作る揚げたてのチュロス まさかのアレでチョコトリュフ 大阪の風変わりな暴走族 岐阜の「ヤンキーファッションを牛耳っている会社」                                             | いとうあさこ、澤部佑（ハライチ） | 酒井健太（アルコ&ピース）                                                                                 |        |
| 65                                                                                            | 2月10日 （23:00 - 23:30）      | 富士急ハイランドの「濡れれば濡れるほど恋愛運が上がるアトラクション」 埼玉県の「真ん中で食べ終わると恋が叶う」 千葉県の「おんぶして渡ると恋が叶う歩道橋」                              | 大久保佳代子（オアシズ）、眞鍋かをり、ダレノガレ明美 VTR出演：田中卓志（アンガールズ）                                                                 | （なし）                                                                                                  |        |
| 66                                                                                            | 2月17日 （23:00 - 23:30）      | アレを使ったかき揚げ丼 明太子を使わない明太子パスタ ダレトクラスク 油性ペンで書かれた落書きを消す方法                                                                                 | 長嶋一茂、山村紅葉、ホラン千秋 | 吉川正洋（ダーリンハニー）                                                                                |        |
| 67                                                                                            | 2月24日 （23:00 - 23:30）      | 和歌山県の「温泉マニア垂涎の超マニアックな××温泉」 熊本県の「女性が悦んじゃうかもしれない温泉」 千葉県のラーメン                                                                      | 東貴博、KABA.ちゃん、ナジャ・グランディーバ | バービー（フォーリンラブ） 吉川正洋（ダーリンハニー） 石神秀幸                                            |        |
| 68                                                                                            | 3月3日 （23:00 - 23:30）       | 激セマ駐車場 石原良純と天達武史の印象 | 石原良純、天達武史 VTR出演：中嶋悟、高山善廣、鈴木拓（ドランクドラゴン）                                                                               | （なし）                                                                                                  |        |
| 69                                                                                            | 3月10日 （23:15 - 23:45）      | 日本とアメリカの串ものがコラボしたスイーツ ○○で作る激安うな丼 博多大吉の雑炊 サンドウィッチの具材をこぼさずにきれいにカットする方法 太ももの上に人を乗せても痛くならない方法          | 博多大吉（博多華丸・大吉）、山崎弘也（アンタッチャブル）                                                                                               | 吉川正洋（ダーリンハニー）                                                                                |        |
| 70                                                                                            | 3月17日 （23:15 - 23:45）      | 謎なトッピングのつけ麺 セクシーな仕事が身に付くエクササイズ バストをセクシーにする美乳エクササイズ                                                                                    | 柳原可奈子、浅田舞 | 石神秀幸 吉川正洋（ダーリンハニー） 酒井健太（アルコ&ピース）                                             |        |
| 71                                                                                            | 3月24日 （22:00 - 23:24）      | 90分SP 大阪のラーメン屋 アレで出来る簡単なアップルパイ 激安ホタテバター 田中卓志の恋愛スポット巡り フィリピンのデンジャラスな動物園と絶景アトラクション                               | アンジャッシュ、カンニング竹山、関根麻里、ナジャ・グランディーバ、眞鍋かをり、山崎弘也（アンタッチャブル） VTR出演：石神秀志、田中卓志（アンガールズ） | 狩野英孝 吉川正洋（ダーリンハニー）                                                                       |        |
| （3月31日は「リオデジャネイロオリンピックアジア地区一次予選 日本×マレーシア」中継のため休止） |                                | | | |        |
| （4月7日）は『チーム・バチスタFINAL ケルベロスの肖像』のため休止）                            |                                | | | |        |
| 72                                                                                            | 4月14日 （23:15 - 23:45）      | セブ島で火を使った過激なパフォーマンスをする美女軍団 フィリピンの豪邸に住む大富豪 島崎・ナジャのマッチョバスツアー                                                                    | 狩野英孝、ナジャ・グランディーバ VTR出演：島崎和歌子                                                                                                   | （なし）                                                                                                  |        |
| 73                                                                                            | 4月21日 （23:15 - 23:45）      | 肉を使わずアレだけで作るカツサンド コーンを使わないコーンスープ 大久保佳代子のポテトサラダ流用料理 雲仙市の神社 大村市の喫茶店                                                        | 大久保佳代子（オアシズ）、椿鬼奴 | 平子祐希（アルコ&ピース）                                                                                 |        |
| 74                                                                                            | 4月28日 （23:00 - 23:30）      | 愛知県のインスタントラーメン専門店 岡山の豚骨ラーメン 韓国の海鮮居酒屋 高知県須崎市民のソウルフード                                                                                   | 博多大吉（博多華丸・大吉）、岡田圭右（ますだおかだ）、橋本マナミ VTR出演：吉木りさ                                                                     | 吉川正洋（ダーリンハニー） 石神秀幸                                                                       |        |
| 75                                                                                            | 5月5日 （23:00 - 23:30）       | たこ焼き器を使わずに作るたこ焼き ホワイトソースを使わないグラタン 井森の「鶏のせんべい揚げマヨポン丼」 手に付いたペンキをきれに落とす方法 体が柔らかくなる方法                        | 井森美幸、山崎弘也（アンタッチャブル）、ナジャ・グランディーバ                                                                                         | 吉川正洋（ダーリンハニー）                                                                                |        |
| 76                                                                                            | 5月12日 （23:00 - 23:30）      | おもちを使わないダレトク大福 大泉洋のマル秘チャーハン タコのアソコが食べられる 夕張郡のトリッキーなB級グルメ                                                                          | 大泉洋 | 田中卓志（アンガールズ）                                                                                  |        |
| 77                                                                                            | 5月19日 （23:00 - 23:30）      | ある機能を備えたトースター 絶頂へ誘うベッドがあるラブホテル 総工費2億円のラブホテル                                                                                                   | 土田晃之、大沢あかね、ナジャ・グランディーバ VTR出演：ノッチ（デンジャラス）夫妻                                                                       | （なし）                                                                                                  |        |
| 78                                                                                            | 5月26日 （23:00 - 23:30）      | 哀川翔の激セマ駐車場 インドの激甘スイーツ HOTなアイスクリーム キュー極のどら焼き | 哀川翔、山崎弘也（アンタッチャブル）、ナジャ・グランディーバ VTR出演：神奈月、真壁刀義、柳原可奈子                                                     | アルコ&ピース                                                                                             |        |
| 79                                                                                            | 6月2日 （23:00 - 23:30）       | 田中卓志の恋愛成就・広島編 瓶の中に入ったコルクを簡単に取り出す方法 「ぐるぐるバット」で目が回らなくなる方法                                                                          | 大鶴義丹、眞鍋かをり VTR出演：田中卓志（アンガールズ）                                                                                                 | 吉川正洋（ダーリンハニー）                                                                                |        |
| 80                                                                                            | 6月9日 （23:00 - 23:30）       | 夏にぴったり! ダレトク茶漬け 卵を使わない簡単カルポナーラ 旦那ゾッコン! 大根豚 松阪市の白いスープのラーメン 豊中市のクサくて花がひん曲がるつけ麺                                      | 大久保佳代子（オアシズ）、鈴木奈々、福田彩乃 | 吉川正洋（ダーリンハニー） 石神秀幸                                                                       |        |
| 81                                                                                            | 6月16日 （23:30 - 23:59）      | 彼女がいない歴＝実年齢合コン 英会話スクール | 真室刀義、野呂佳代、ナジャ・グランディーバ VTR出演：たんぽぽ、谷澤恵里香、長州力、本間朋晃                                                             | （なし）                                                                                                  |        |
| （6月23日は『かもしれない女優たち』のため休止）                                               |                                | | | |        |
| （6月30日は『クイズ芸能人にまかせないさい』のため休止）                                       |                                | | | |        |
| 82                                                                                            | 7月7日 （23:00 - 23:30）       | 「黒くてデカくてぬるぬるする巨大生物」によるグルメ ありえないお金持ちの若手芸人調査                                                                                                   | 田中要次、山崎弘也（アンタッチャブル）、ダレノガレ明美 VTR出演：鈴木拓（ドランクドラゴン）、児嶋一哉（アンジャッシュ）                                 | アルコ&ピース                                                                                             |        |
| 83                                                                                            | 7月14日 （23:00 - 23:30）      | 「お台場夢大陸 〜ドリームメガナツマツリ〜」で当番組が出展する「お台場くいだおれ店」で提供する料理 ラーメンを食べる時に眼鏡が曇らない方法 テレビのリモコンの操作距離を格段に伸ばす方法 | 博多大吉（博多華丸・大吉）、西川史子、ナジャ・グランディーバ                                                                                           | 吉川正洋（ダーリンハニー）                                                                                |        |
| 84                                                                                            | 7月21日 （23:00 - 23:30）      | 田中卓志と高橋真麻のデート 1日に2時間しか入れない温泉 | スザンヌ、KABA.ちゃん、岡田圭右（ますだおかだ） VTR出演：田中卓志（アンガールズ）                                                                      | （なし）                                                                                                  |        |
| 85                                                                                            | 7月28日 （23:00 - 23:30）      | 寿司のアレンジ料理 お手軽グラタン 長州力のオリジナルメニュー 京都府井手町のチャーシューメンのチャーシューの秘密                                                                       | 長州力、大久保佳代子（オアシズ）、ナジャ・グランディーバ VTR出演：石神秀幸                                                                             | 吉川正洋（ダーリンハニー）                                                                                |        |
| 86                                                                                            | 8月4日 （23:30 - 23:59）       | 西表島のシジミとゼンマイ 肉なしミートスパゲティ 井森美幸の肉そぼろ丼 | 井森美幸、山崎弘也（アンタッチャブル）、ナジャ・グランディーバ                                                                                         | アルコ&ピース                                                                                             |        |
| 87                                                                                            | 8月11日 （23:00 - 23:30）      | セクシー海女漁 有明海の「エイリアン」 仙台市の担々麺 | 陣内智則、藤田ニコル、とにかく明るい安村 VTR出演：石神秀幸                                                                                             | アルコ&ピース 吉川正洋（ダーリンハニー） オカリナ（おかずクラブ）                                         |        |
| 88                                                                                            | 8月18日 （23:00 - 23:30）      | 印旛沼の巨大生物 名古屋市のアイス 岡崎市のかき氷 | 小籔千里、渡辺直美、ナジャ・グランディーバ VTR出演：金田朋子、真壁刀義、神奈月、柳原可奈子                                                             | アルコ&ピース                                                                                             |        |
| 89                                                                                            | 8月25日 （23:00 - 23:30）      | 夏らしい食材で究極のエゴ料理 一茂のダレトクお悩み相談室 | 長嶋一茂、島崎和歌子、博多大吉 VTR出演：仁科克基、平尾勇気                                                                                             | （なし）                                                                                                  |        |
| 90                                                                                            | 9月2日（水） （0:05 - 0:35）   | 茨城県水戸市の高級なアレを使ったブスカレー 歌舞伎町の夜遊びスポット | ピース、ナジャ・グランディーバ VTR出演：おかずクラブ、松崎しげる、柳原可奈子、茂出木浩司                                                               | （なし）                                                                                                  |        |
| 91                                                                                            | 9月9日（水） （0:05 - 0:35）   | 松茸を使わない松茸ご飯 具志堅の沖縄の食材を使ったチャーハンとスープ 水戸市の日本一にくたらしいラーメン 仙台市の強烈な見た目をそそらないラーメン                                       | 具志堅用高、山崎弘也（アンタッチャブル）、北乃きい | 吉川正洋（ダーリンハニー） 石神秀幸                                                                       |        |
| （9月15日は『アンフェア the special ダブル・ミーニング〜連鎖』のため休止）                    |                                | | | |        |
| 92                                                                                            | 9月22日 （23:00 - 23:30）      | トムヤムうどん ダレトクチーズケーキ 生ハムメロン 小沢仁志のオリジナルメニュー 新潟県のマニアすら入れない秘境温泉                                                                      | 小沢仁志、山崎弘也（アンタッチャブル）、ナジャ・グランディーバ VTR出演：とにかく明るい安村                                                             | （なし）                                                                                                  |        |
| （9月29日は『芸能界煩悩CUP』のため休止）                                                      |                                | | | |        |
| （10月6日は『ズレ↓オチ』のため休止）                                                          |                                | | | |        |
| （10月13日は「サッカー国際親善試合」日本×イラン戦のため休止）                                 |                                | | | |        |
| 93                                                                                            | 10月20日 （23:00 - 23:30）     | 哀川翔の激セマ駐車場に挑戦 群馬と栃木の珍ラーメン | 黒沢かずこ（森三中）、土田晃之 VTR出演：哀川翔、アルコ&ピース、石神秀幸、吉川正洋（ダーリンハニー）                                                    | （なし）                                                                                                  |        |
| 94                                                                                            | 10月28日（水） （0:15 - 0:45） | なるとチップス 手で食べられるきつねうどん 出川流そぼろ丼 ブス飯 | 出川哲朗、山崎弘也（アンタッチャブル）、ナジャ・グランディーバ VTR出演：パンサー（フォーリンラブ）、やしろ優                                           | （なし）                                                                                                  |        |
| 95                                                                                            | 11月3日 （23:00 - 23:30）      | 三次市と宗像市の巨大キノコ 在来種を食べるフードファイター | 陣内智則、小峠英二（バイきんぐ）、野呂佳代 | 平子祐希（アルコ&ピース） 金田朋子                                                                        |        |
| 96                                                                                            | 11月10日 （23:00 - 23:30）     | 「うまい棒」を使って出来るお好み焼き ポテトチップスで作る簡単餃子 鈴木奈々の「5分で出来るふわふわハンバーグ」                                                                         | 岡田圭右（ますだおかだ）、鈴木奈々、ナジャ・グランディーバ                                                                                             | （なし）                                                                                                  |        |
| 97                                                                                            | 11月17日 （23:00 - 23:30）     | ゴーヤの苦みを消す方法 炊きたての熱々ご飯でおにぎりを握る方法 辛子の辛さを消す方法 寺門ジモン被害者の会                                                                               | ダチョウ倶楽部 VTR出演：渡部建（アンジャッシュ） | ダチョウ倶楽部                                                                                            |        |
| 98                                                                                            | 11月24日 （23:00 - 23:30）     | バナナの皮フリット チョコディップ シーフード味のカップ麺で作る簡単お好み焼き 名古屋テイストの麺料理 大阪の夢のコラボやで～ラーメン 京都のインパクトありすぎラーメン                   | 大久保佳代子（オアシズ）、遼河はるひ、ナジャ・グランディーバ VTR出演：吉川正洋（ダーリンハニー）、石神秀幸                                             | （なし）                                                                                                  |        |
| 99                                                                                            | 12月1日 （23:00 - 23:30）      | 沖縄の「アマゾンから来た鎧をまとった怪獣」駆除 バラエティ番組で重宝しそうな一品 女性芸能人を悩みから救う商品                                                                          | 宮本亜門、岡田圭右（ますだおかだ）、ナジャ・グランディーバ VTR出演：田中卓志（アンガールズ）、狩野英孝、たんぽぽ、平子祐希（アルコ&ピース）            | （なし）                                                                                                  |        |
| 100                                                                                           | 12月8日 （23:00 - 23:30）      | 貝を食べ尽くす猛毒を持つ巨大生物の捕獲 有吉の強烈すぎるイジリBET10 | 高橋英樹、磯野貴理子 VTR：ほんこん | （なし）                                                                                                  |        |
| 101                                                                                           | 12月15日 （23:00 - 23:30）     | 欲にまみれた煩悩だらけの芸能人は誰か | 出川哲朗、長嶋一茂、鈴木奈々 VTR出演：徳光正行、平尾勇気、仁科克基                                                                                     | （なし）                                                                                                  |        |
| （12月22日は『黒蜥蜴』のため休止）                                                            |                                | | | |        |
| （12月29日は『RIZIN FIGHTING WORLD GRAND-PRIX 2015 さいたま3DAYS』[第1夜]のため休止）         |                                | | | |        |

| 2016年                                                                                     | 2016年                    | 2016年 | 2016年 | 2016年                                                               | 2016年 |
| 回                                                                                         | 放送日                    | 放送内容 | ゲスト | 調査員                                                               |        |
| ------------------------------------------------------------------------------------------ | ------------------------- | --- | --- | -------------------------------------------------------------------- | ------ |
| 102                                                                                        | 1月5日 （23:00 - 23:30）  | 伊達巻で作るダレトクティラミス 栗きんとんで作るホットパイ アレで作る磯辺焼き ひっそり婚                                                                                     | 博多大吉（博多華丸・大吉）、陣内智則、ナジャ・グランディーバ VTR出演：阿部祐二 | （なし）                                                             |        |
| 103                                                                                        | 1月12日 （23:15 - 23:45） | 駿河湾の深海魚グルメ ダレトク!?ご当地スター | 松本明子、出川哲朗 VTR出演：田中卓志（アンガールズ）、千原せいじ（千原兄弟） | （なし）                                                             |        |
| 104                                                                                        | 1月19日 （23:00 - 23:30） | 「スシロー」のワースト商品 白の雲のラーメン おバカなラーメン | 大久保佳代子（オアシズ）、綾部祐二（ピース）、ナジャ・グランディーバ VTR出演：山根良顕（アンガールズ）、八木真澄（サバンナ）、山本浩司（タイムマシーン3号）、岩井勇気（ハライチ）、石神秀幸 | 吉川正洋（ダーリンハニー）                                           |        |
| 105                                                                                        | 1月26日 （23:00 - 23:30） | 雪見だいふくピザ 揚げ雪見だいふく 揚げ煎餅丼 納豆紅生姜トースト ワケありラーメン屋                                                                                          | 安田顕、アンジャッシュ VTR出演：柴田英嗣（アンタッチャブル） | （なし）                                                             |        |
| 106                                                                                        | 2月2日 （23:00 - 23:30）  | 射水市の巨大生物 ワケありピラフ ワケあり焼鳥屋 | 出川哲朗、博多大吉（博多華丸・大吉） VTR出演：田中卓志（アンガールズ）、柴田英嗣（アンタッチャブル）                                                                                        | 吉川正洋（ダーリンハニー）                                           |        |
| 107                                                                                        | 2月9日 （23:00 - 23:30）  | ダレトク!?チョコレートSP 春日部市のそば屋 柏市のうなぎ屋 | 岡田圭右、益若つばさ、ナジャ・グランディーバ | 吉川正洋（ダーリンハニー）                                           |        |
| 108                                                                                        | 2月16日 （23:00 - 23:30） | 「牛角」の逆ベストセラー | 山崎弘也（アンタッチャブル）、綾部祐二（ピース）、ナジャ・グランディーバ VTR出演：児嶋一哉（アンジャッシュ）、鈴木拓（ドランクドラゴン）、狩野英孝、小宮浩信（三四郎）                      | （なし）                                                             |        |
| 109                                                                                        | 2月23日 （23:00 - 23:30） | カレーせんべいを使ったカレーピラフ ハンバーガーをある物でテリヤキバーガーに 簡単! 釜玉パスタ 絶対に失敗しないローストビーフ 生クリームいっぱいラーメン                      | 大鶴義丹、山崎弘也（アンタッチャブル） VTR出演：石神秀幸 | 吉川正洋（ダーリンハニー）                                           |        |
| 110                                                                                        | 3月1日 （23:00 - 23:30）  | 沖縄の巨大生物 ワケありチャーハン 大阪のワケありの街 | 山崎弘也（アンタッチャブル）、武井壮、藤田ニコル | 田中卓志（アンガールズ） 吉川正洋（ダーリンハニー）                  |        |
| （3月8日は『桜坂近辺物語』(第2夜)のため休止）                                              |                           | | |                                                                      |        |
| 111                                                                                        | 3月15日 （23:00 - 23:30） | ヒロミの激セマ駐車場 ドSラーメン | 八嶋智人、出川哲朗 VTR出演：ヒロミ | タイムマシーン3号 吉川正洋（ダーリンハニー） 石神秀幸                |        |
| 112                                                                                        | 3月22日 （22:00 - 23:24） | 春のキモうまグルメ祭り 「ガスト」のワーストメニュー 沖縄のキモうまグルメ祭り                                                                                                | 出川哲朗、山崎弘也（アンタッチャブル）、織部祐二（ピース）、あばれる君、厚切りジェイソン VTR出演：アンジャッシュ、具志堅用高、ビビる大木、田中卓志（アンガールズ）                          | （なし）                                                             |        |
| （3月29日は『有言執行』のため休止）                                                        |                           | | |                                                                      |        |
| （4月5日は『素敵な選TAXI』SPのため休止）                                                   |                           | | |                                                                      |        |
| 113                                                                                        | 4月12日 （23:00 - 23:30） | 沖縄の「ハブの80倍の毒を持つ生物」グルメ 週刊誌に怯える芸能人へオススメの商品 お金の使い道に困っている人にお勧めの商品 アメリカ合衆国生まれのワインを保存するのに便利な商品 | 大久保佳代子（オアシズ）、ハリウッドザコシショウ、ナジャ・グランディーバ | ハリウッドザコシショウ 東貴博 平子祐希（アルコピース）               |        |
| 114                                                                                        | 4月19日 （23:00 - 23:30） | アレで出来る肉マン 駄菓子で出来るパンナコッタ りゅうちぇるのタコライス | 出川哲朗、ナジャ・グランディーバ | 吉川正洋（ダーリンハニー）                                           |        |
| 115                                                                                        | 4月26日 （23:00 - 23:30） | みたらし団子をある物でバージョンアップ ちょい足しでコク旨しるこ 一瞬で唐辛子やわさびの辛さを消す方法                                                                        | 出川哲朗、山崎弘也（アンタッチャブル）、とにかく明るい安村 | 吉川正洋（ダーリンハニー）                                           |        |
| 116                                                                                        | 5月3日 （23:00 - 23:30）  | 具志堅用高の沖縄の海の巨大魚 愛知県のワケあり回転寿司 客の目前でパフォーマンスするラーメン屋                                                                                | 澤部佑（ハライチ）、渡辺直美、ナジャ・グランディーバ VTR出演：具志堅用高 | 吉川正洋（ダーリンハニー）                                           |        |
| 117                                                                                        | 5月10日 （23:00 - 23:30） | ダレトク!?逆ベストセラー | 綾部祐二（ピース）、柳原可奈子 VTR出演：狩野英孝、鈴木拓（ドランクドラゴン）、吉村崇（平成ノブシコブシ）                                                                                    | （なし）                                                             |        |
| 118                                                                                        | 5月17日 （23:40 - 0:10）  | 八丈島のワケありキャバクラ | 山崎弘也（アンタッチャブル）、厚切りジェイソン、ナジャ・グランディーバ | 吉川正洋（ダーリンハニー）                                           |        |
| 119                                                                                        | 5月24日 （23:00 - 23:30） | 新宿区のワケありなレストラン 杉並区のワケありな餃子 愛知県一宮市の大事なアソコが長すぎるラーメン 岐阜県各務原市のアレがまんま乗っちゃってるラーメン                         | 山崎弘也（アンタッチャブル）、小峠英二（バイきんぐ） | 石神秀幸 吉川正洋（ダーリンハニー）                                  |        |
| 120                                                                                        | 5月31日 （23:00 - 23:30） | ミルク茶漬け 鶏つくね鍋 「グルグルバット」の後でも真っ直ぐ歩けるテクニック                                                                                                  | 博多大吉（博多華丸・大吉）、トレンディエンジェル VTR出演：上島竜兵、肥後克広（ダチョウ倶楽部）                                                                                              | 吉川正洋（ダーリンハニー）                                           |        |
| 121                                                                                        | 6月7日 （23:00 - 23:30）  | 焼津市の「白い坊主」料理 新大久保の ネパール人オススメ店 | 吉村崇（平成ノブシコブシ）、厚切りジェイソン、ナジャ・グランディーバ | 吉川正洋（ダーリンハニー）                                           |        |
| 122                                                                                        | 6月14日 （23:00 - 23:30） | チーズバーガー春巻き DECOサマー素麺 愛知県一宮市のドロドロつけ麺 愛知県名古屋市の体育会系ラーメン                                                                           | 陣内智則、辻希美、ナジャ・グランディーバ VTR出演：石神秀行 | 吉川正洋（ダーリンハニー）                                           |        |
| （6月21日は『矢部&大輔のフラッとしようやin宮古島～今さらやりたい10のコトSP～』のため休止） |                           | | |                                                                      |        |
| （6月28日は『潜入!ウワサの大家族』SPのため休止）                                           |                           | | |                                                                      |        |
| 123                                                                                        | 7月5日 （23:00 - 23:30）  | 沖縄県豊見城市の「体内に寄生虫を宿す超危険キモうまモンスター」 30本の脚を持つ巨大キモうまモンスター                                                                         | 出川哲朗、アンジャッシュ VTR出演：田中卓志（アンガールズ） | （なし）                                                             |        |
| 124                                                                                        | 7月12日 （23:00 - 23:30） | 沖縄県国頭村のキモうまモンスター 夏を満喫できるラーメン アレの黒ラーメン | 吉川美代子、博多大吉（博多華丸・大吉）、川村エミコ（たんぽぽ） | 田中卓志（アンガールズ） 石神秀幸 吉川正洋（ダーリンハニー）         |        |
| 125                                                                                        | 7月19日 （23:00 - 23:30） | ワケありの居酒屋 ワケありな町おこし シーフード味が大変身! エスニックヌードル アレを使った深夜メシ                                                                           | 山崎弘也（アンタッチャブル）、メイプル超合金 | 吉川正洋（ダーリンハニー）                                           |        |
| 126                                                                                        | 7月26日 （23:00 - 23:30） | ワケあり喫茶 大阪市のワケあり焼肉店 ボビー・オロゴンの ナイジェリアのワニ肉料理                                                                                             | 山崎弘也（アンタッチャブル）、ボビー・オロゴン、ナジャ・グランディーバ | 吉川正洋（ダーリンハニー）                                           |        |
| 127                                                                                        | 8月2日 （23:00 - 23:30）  | 0円DIY ワケありチャーハン | 出川哲朗、ナジャ・グランディーバ、ぺえ | 春日俊彰（オードリー） 吉川正洋（ダーリンハニー）                    |        |
| 128                                                                                        | 8月9日 （23:00 - 23:30）  | ワケあり鳥カフェ ワケあり料理教室 おびただしい数の○○と暮らす家 | 出川哲朗、佐藤栞里、岡田結実 | 柴田英嗣（アンタッチャブル） 吉川正洋（ダーリンハニー）              |        |
| 129                                                                                        | 8月16日 （23:00 - 23:30） | 沖縄県の泣く子も黙る人食いモンスター トンカツの新しい食べ方 | 博多大吉、阿佐ヶ谷姉妹 | 阿佐ヶ谷姉妹                                                         |        |
| 130                                                                                        | 8月23日 （23:00 - 23:30） | 南房総市の「デンジャラスバイター」 そうめんの新しい食べ方 ヒャダインのかた焼きそば                                                                                          | 山崎弘也（アンタッチァブル）、ヒャダイン、ナジャ・グランディーバ | 田中卓志（アンガールズ）                                             |        |
| 131                                                                                        | 8月30日 （23:00 - 23:30） | 沖縄県の毒の牙を持つ日本最大の肉食モンスター 群馬県の大ピンチのお祭り | 哀川翔、岡田圭右（ますだおかだ）、ナジャ・グランディーバ | 阿佐ヶ谷姉妹 吉川正洋（ダーリンハニー）                              |        |
| 132                                                                                        | 9月6日 （23:00 - 23:30）  | 沖縄県の人気上昇中なスポーツ ワケありな誕生パーティー | 出川哲朗、永野、小峠英二（バイきんぐ）、春日俊彰（オードリー）、福田彩乃 | 柴田英嗣（アンタッチャブル） 吉川正洋（ダーリンハニー） 大悟（千鳥） |        |

### プライムタイム時代
| 133                                                       | 10月18日 （22:00 - 23:24） | アメリカ合衆国・テキサス州のキモうまグルメ 北海道のキモうまグルメ                                                                           | 高橋克典、山崎弘也（アンタッチャブル）、岡田結実、田中卓志（アンガールズ）                                           | 田中卓志 出川哲朗 |
| 134                                                       | 10月25日                   | アメリカ合衆国・テキサス州のキモうまグルメ 沖縄に行き暖房はあるか? ハブの捕獲で生計をたてている人はいるのか? 子供に大人気のアレだけの動物園 | 具志堅用高、博多華丸（博多華丸・大吉）、山崎弘也（アンタッチャブル）、田中卓志（アンガールズ）、川田裕美             | 田中卓志 具志堅用高 栄和人 猪瀬直樹 タイムマシーン3号                                                                 |
| 135                                                       | 11月1日                    | 茨城県の伐採マシーンと金属リサイクル 日本最大級! 体長2メートルの巨大魚                                                                      | 山崎弘也（アンタッチャブル）、サンドウィッチマン、狩野英孝、ナジャ・グランディーバ VTR出演：高橋ジョージ             | 吉川正洋（ダーリンハニー） 児嶋一哉（アンジャッシュ） 滝沢カレン                                                      |
| 136                                                       | 11月8日                    | 千葉県のジャンボタニシ 千葉県のブヨブヨな奇怪生物                                                                                           | 陣内智則、澤部佑（ハライチ）、ナジャ・グランディーバ、藤田ニコル                                                     | 小峠英二（バイきんぐ） 曙太郎 アントニー（マテンロウ） 猪瀬直樹 タイムマシーン3号                                     |
| 137                                                       | 11月15日                   | ドブ川に住む巨大モンスター この商品何年待ち!                                                                                                | 出川哲朗、山崎弘也（アンタッチャブル）、田中卓志（アンガールズ）、おのののか コーナー出演：関太（タイムマシーン3号） | （なし） |
| 138                                                       | 11月22日                   | すき焼き風オムライス 食用キノコと毒キノコ バーテンダーにまつわる都市伝説                                                                    | 伊原剛志、石塚英彦（ホンジャマカ）、山崎弘也（アンタッチャブル）、若槻千夏、横澤夏子                                 | 佐藤栞里 まこと（シャ乱Q） ぺえ 永野 ゆりやんレトリィバァ 関太（タイムマシーン3号）                                   |
| 139                                                       | 11月29日                   | オーストラリア・シドニーのキモうまグルメ 渡辺大のオリジナルミネストローネパスタ 大井町の女性が入りづらそうな店                              | 山崎弘也（アンタッチャブル）、春日利彰（オードリー）、渡辺大、ナジャ・グランディーバ、ダレノガレ明美                 | 吉川正洋（ダーリンハニー）                                                                                            |
| 140                                                       | 12月6日                    | オーストラリアのキモうまグルメ後編 絶叫おネエマラソン                                                                                       | 陣内智則、アンジャッシュ、春日利彰（オードリー）、ナジャ・グランディーバ                                             | 関太（タイムマシーン3号） ナジャ・グランディーバ ぺえ                                                                 |
| 141                                                       | 12月13日                   | 新潟県錦鯉品評会 絶叫おネエマラソン 虫唾が走るラーメン 美女たちの酔いどれ理由                                                               | 長嶋一茂、光浦靖子（オアシズ）、山崎弘也（アンタッチャブル）、岡井千聖（℃-ute）                                      | 吉川正洋（ダーリンハニー） 関太（タイムマシーン3号） ナジャ・グランディーバ 石神秀幸 筧美和子、松崎克俊（やさしい雨） |
| （12月20日から2017年1月10日までは年末年始特番のため休止） |                            | | | |

| 142                                                                                 | 1月17日 （22:15 - 23:39）  | タイのタイコブラ なんちゃってキャビア 冷蔵庫の中の大量の賞味期限切れ食品                                                                                   | 博多華丸・大吉、小池栄子、山崎弘也（アンタッチャブル）、田中卓志（アンガールズ）、狩野英孝 | 山崎弘也（アンタッチャブル） 田中卓志（アンガールズ） 狩野英孝 デヴィ・スカルノ                                                                    |
| 143                                                                                 | 1月24日                    | ヒロミのハンバーグ 東京下道タイムレース 千葉県松戸市のラーメン                                                                                             | 吉川美代子、ヒロミ、出川哲朗、山崎弘也（アンタッチャブル）、ナジャ・グランディーバ タイムレース出場者：南明奈、哀川翔、藤本敏史（FUJIWARA）、池上季実子 | 石神秀幸 吉川正洋（ダーリンハニー） デヴィ・スカルノ おのののか                                                                                    |
| 144                                                                                 | 1月31日                    | 日本橋と板橋区の煙の店 この商品何ヶ月待ち？ タイのタランチュラ料理                                                                                         | 山崎弘也（アンタッチャブル）、田中卓志（アンガールズ）、澤部佑（ハライチ）、平野ノラ コーナー出演：関太（タイムマシーン3号） | あばれる君 田中卓志（アンガールズ） |
| 145                                                                                 | 2月7日                     | メイプル超合金の餃子 ひたちなか市のキモうまモンスター 土浦市のヒョウ柄超軟体モンスター 群馬県の炭水化物ラーメン 五反田の死を覚悟するラーメン               | 山崎弘也（アンタッチャブル）、小峠英二（バイきんぐ）、メイプル超合金、藤田ニコル | 藤田ニコル ナダル（コロコロチキチキペッパーズ） 石神秀幸 吉川正洋（ダーリンハニー） 紫吹淳 大川藍                                                  |
| 146                                                                                 | 2月14日                    | 浜口京子の餃子 四街道市の大銀河ラーメン ヘビよりキモいモンスター                                                                                           | カンニング竹山、アンジャッシュ、浜口京子、ナジャ・グランディーバ | 石神秀幸 吉川正洋（ダーリンハニー） 島崎和歌子 岡井千聖 藤田ニコル ぺえ                                                                            |
| 147                                                                                 | 2月21日                    | 根室市の氷下待ち魚 ビジネス大食い疑惑 白金の寿司屋で人気のラーメン                                                                                         | 出川哲朗、山崎弘也（アンタッチャブル）、ナジャ・グランディーバ、小宮浩信（三四郎）、横澤夏子 | 山崎弘也（アンタッチャブル） 関太（タイムマシーン3号） 小宮浩信（三四郎） 菊地亜美 石神秀幸 吉川正洋（ダーリンハニー） デヴィ・スカルノ おのののか |
| 148                                                                                 | 2月28日                    | 山形県大蔵村の凍った池の生物グルメ 岩手県西和賀町の納豆 舐められて一番気持ちのいい動物 超アゲアゲになるラーメン                                            | 田中卓志（アンガールズ）、小峠英二（バイきんぐ）、永野、藤田ニコル | ラブリ 石神秀幸 吉川正洋（ダーリンハニー） 紅蘭 |
| 149                                                                                 | 3月7日 （22:15 - 23:09）   | 岡田結実のやきそば 岩手県宮古市のなんちゃって巨大明太子 腹筋女子の普段のお腹                                                                               | ビビる大木、山崎弘也（アンタッチャブル）、眞鍋かをり、岡田結実、尾形貴弘（パンサー） | 山崎弘也（アンタッチャブル） 尾形貴弘（パンサー）                                                                                                  |
| 150                                                                                 | 3月14日 （22:15 - 23:09）  | 東京の空気の汚い焼き肉屋 大阪の煙たい焼き肉屋 京都のアブラまみれラーメン タンパソードショー 真麻イジリベスト10                                             | 高橋英樹、出川哲朗、山崎弘也（アンタッチャブル）、ナジャ・グランディーバ、野村周平 | あばれる君 石神秀幸 吉川正洋（ダーリンハニー 池田美優                                                                                              |
| 151                                                                                 | 3月21日 （21:00 - 22:48）  | クイズ!この食生活は誰? ダレトク? 世界の超人 芸能人春の肌検問 インドネシア・バリ島のサソリ フィリピン・ボホール島のキモうまモンスター                       | 山崎弘也（アンタッチャブル）、田中卓志（アンガールズ）、倉科カナ、渡辺直美、藤田ニコル VTR出演：丸山桂里奈、舟山久美子、平野ノラ、横澤夏子、渡辺江里子（阿佐ヶ谷姉妹）、大川藍、紫吹淳、仲川遥香、春日俊彰（オードリー）、朝比奈彩、関太（タイムマシーン3号）             | （なし） |
| （3月28日は『アレがあるから今がある』のため休止）                                   |                            | | | |
| （4月4日は『でも、結婚したい!～BL漫画家のこじらせ婚活記～』のため休止）             |                            | | | |
| 152                                                                                 | 4月11日 （22:15 - 23:39）  | 山崎育三郎のピザ 東京・中野の居酒屋の串焼き 春の一斉スキャンダル検問 フィリピン・ボホール島のキモうまモンスター2 インドネシア・バリ島のキモうまモンスター2 | 山崎弘也（アンタッチャブル）、いとうあさこ、春日俊彰（オードリー）、田中卓志（アンガールズ）、山崎育三郎 VTR出演：あばれる君、関太（タイムマシーン3号）、大鶴義丹、カンニング竹山、道端アンジェリカ、尾形貴弘（パンサー）、仲川遥香                                       | （なし） |
| 153                                                                                 | 4月18日                    | オカリナ（おかずクラブ）のカレー ベルギーのハトオークション 八王子のどっちつかずのラーメン                                                                 | 出川哲朗、井森美幸、おかずクラブ、ナジャ・グランディーバ | 星田英利 石神秀幸 吉川正洋（ダーリンハニー） 島崎和歌子 岡井千聖（℃-ute）                                                                          |
| 154                                                                                 | 4月25日                    | 浅草の変わり種の串カツ店 奈良市ならでわの超ヘンテコな謎ラーメン フィリピン・ボホール島のキモうまグルメ インドネシア・バリ島のキモうまグルメ                | 井森美幸、山崎弘也（アンタッチャブル）、ビビる大木、ナジャ・グランディーバ、平祐奈 | あばれる君 井森美幸 石神秀幸 吉川正洋（ダーリンハニー） 春日俊彰（オードリー） 田中卓志（アンガールズ） 仲川遥香                                   |
| 155                                                                                 | 5月2日                     | いとうあさこのチャーハン なんちゃってフカヒレ ダレトク登山グルメ                                                                                           | 陣内智則、山崎弘也（アンタッチャブル）、尾形貴弘（パンサー）、岡副麻希 VTR出演：把瑠都凱斗、内山信二、やしろ優 | （なし） |
| 156                                                                                 | 5月9日                     | 「スシロー」の没メニュー 電流ビリビリモンスター ドブガイ 青梅市の3Dで楽しめる謎ラーメン                                                                    | 松村邦洋、山崎弘也（アンタッチャブル）、藤田ニコル、朝比奈彩 VTR出演：永野、石神秀幸、吉川正洋（ダーリンハニー）、菊地亜美、関太（タイムマシーン3号） | （なし） |
| 157                                                                                 | 5月16日                    | 緊急企画! ニセノガレ全国徹底調査 東京のすべる店 溝端淳平の丼料理 ダレトクポリス                                                                            | 山崎弘也（アンタッチャブル）、村主章枝、溝端淳平、ダレノガレ明美、ナジャ・グランディーバ VTR出演：関太（タイムマシーン3号）、あばれる君、島田秀平、遠藤章造（ココリコ）                                                                                                   | （なし） |
| 158                                                                                 | 5月23日                    | ダレトクポリス キモうまグルメ～オーディション編～ ドロッとしてアレをぶっかけた爆濃いラーメン 1杯1800円真っ黒いアレをぶっかけた謎ラーメン                   | 山崎弘也（アンタッチャブル）、島田秀平、池田美優、ナジャ・グランディーバ VTR出演：関太（タイムマシーン3号）、島田秀平、遠藤章造（ココリコ）、紅蘭、安藤なつ（メイプル超合金）、石神秀幸、吉川正洋（ダーリンハニー）、藤田ニコル、遼河はるひ、ゆりやんレトリィバァ、梨衣名 | （なし） |
| 159                                                                                 | 5月30日                    | 「牛角」の没メニュー ダレトクポリス・知識ひけらかし疑惑 名古屋メシのをこじらせたラーメン                                                                   | 博多大吉（博多華丸・大吉）、山崎弘也（アンタッチャブル）、今井翼、藤田ニコル VTR出演：関太（タイムマシーン3号）、麻木久仁子、辰巳琢郎、やくみつる、石神秀幸、吉川正洋（ダーリンハニー）、高橋ユウ）                                                                       | （なし） |
| 160                                                                                 | 6月6日                     | ダレトクポリス サンドウィッチマン・伊達みきおのお好み焼き 日本語が通じない店                                                                               | 山崎弘也（アンタッチャブル）、サンドウィッチマン、オカダ・カズチカ、朝比奈彩 VTR出演：関太（タイムマシーン3号）、AMEMIYA、長友光弘（響）、入江慎也（カラテカ）、浜口京子、あばれる君                                                                                      | （なし） |
| 161                                                                                 | 6月13日 （22:15 - 23:09）  | お肉がやわらかすぎて思わずひるんでしまう名店 トラフグの魚肉ソーセージ 朝っぱらからはしご酒                                                                 | 陣内智則、山崎弘也（アンタッチャブル）、尾形貴弘（パンサー）、安藤なつ（メイプル超合金）、ナジャ・グランディーバ VTR出演：あばれる君、渡部建（アンジャッシュ）、千鳥 | （なし） |
| 162                                                                                 | 6月20日 （21:00 - 22:48）  | 衝撃の一斉捜査SP ダレトクポリス・ものまねタレント編 「モスバーガー」の没メニュー タイのキモうまモンスター 世界の超人                                       | 博多大吉（博多華丸・大吉）、山崎弘也（アンタッチャブル）、滝沢秀明、泉里香、藤田ニコル VTR出演：神奈月、ニッチロー、ホリ、みかん、くっきー（野性爆弾）、高橋茂雄（サバンナ）、堤下敦 (インパルス)、槙原寛己、アンガールズ、平坂寛                                         | （なし） |
| （6月27日から7月11日までは休止）                                                    |                            | | | |
| 163                                                                                 | 7月18日 （22:15 - 23:09）  | ダレトクポリス 「てんや」の没メニュー タイの巨大ヌルヌルモンスター                                                                                         | 高橋ひとみ、陣内智則、山崎弘也（アンタッチャブル）、ビビる大木、ナジャ・グランディーバ VTR出演：島田秀平、松本明子、IMALU、鈴木奈々、アンガールズ、関太（タイムマシーン3号）                                                                                              | （なし） |
| 164                                                                                 | 7月25日                    | 有吉のキモウマグルメ 「毒を持つ巨大ヌルヌルモンスター」 「キラキラひかる激クサモンスター」                                                                 | 高田延彦、山崎弘也（アンタッチャブル）、田中卓志（アンガールズ）、滝沢カレン、藤田ニコル | （なし） |
| 165                                                                                 | 8月1日                     | ものまねタレント顔認証検問スペシャル | コロッケ、松本伊代、陣内智則、山崎弘也（アンタッチャブル）、ナジャ・グランディーバ VTR出演：神奈月、コージー冨田、原口あきまさ他 | （なし） |
| 166                                                                                 | 8月8日                     | NOT10万円 この商品、昭和生まれ？平成生まれ？ | 小林幸子、出川哲朗、山崎弘也（アンタッチャブル）、足立梨花、岡田紗佳 VTR出演：千鳥、篠原信一、小宮浩信（三四郎）、藤田ニコル | （なし） |
| 167                                                                                 | 8月15日                    | 「はなまるうどん」の没メニュー ダレトク好きなもの三昧 ダレトクやりすぎグルメ 真夏のニンニクツアー                                                          | 藤本敏史（FUJIWARA）、山崎弘也（アンタッチャブル）、安藤なつ（メイプル超合金）、藤田ニコル、桜井日奈子 コーナー出演：関太（タイムマシーン3号） VTR出演：サンドウィッチマン、脇知弘、平子祐希（アルコ&ピース）、信江勇                                                     | （なし） |
| 168                                                                                 | 8月22日                    | 「ドミノ・ピザ」の没メニュー ダレトクトラップ・ニセクイズ番組 ハプニング歌謡ショー                                                                         | 山崎弘也（アンタッチャブル）、千鳥、朝比奈彩 コーナー出演:関太 (タイムマシーン3号) VTR出演：辰巳琢郎、麻木久仁子、熊田曜子、小宮浩信 (三四郎)、細川たかし | （なし） |
| 169                                                                                 | 8月29日                    | ダレトクトラップ・共演者の秘密 ダレトクトラップ・ロケ弁のメインディッシュ 巨大アジの開き                                                                   | 哀川翔、山崎弘也（アンタッチャブル）、柳原可奈子、堀田茜 VTR出演：松本伊代、紫吹淳、本村健太郎、尼神インター、岡田結実、カミナリ、浜口京子、蛭子能収 | （なし） |
| 170                                                                                 | 9月5日                     | インドのアルバイト イタリアン料理自腹企画「NOT10万円」 名古屋のスープがハイブリッドのラーメン                                                              | 山崎弘也（アンタッチャブル）、いとうあさこ、春日俊彰（オードリー）、岡田結実 VTR出演：柳原可奈子、ハライチ、藤田ニコル、石神秀幸、高橋ユウ、吉川正洋（ダーリンハニー） | （なし） |
| 171                                                                                 | 9月12日                    | 「バーミヤン」の没メニュー 煙が多く出る焼き肉屋 田中の「巨大生物」実食                                                                                     | 山崎弘也（アンタッチャブル）、ビビる大木、ナジャ・グランディーバ、谷まりあ VTR出演：関太（タイムマシーン3号）、あばれる君、田中卓志（アンガールズ）、紅蘭 | （なし） |
| 172                                                                                 | 9月19日                    | 満腹限界! 肉肉レース 大阪のラグジュアリーなラーメン ロケ弁のメインディッシュが生きたまま登場したら 日本語が通じない店                                      | 山崎弘也（アンタッチャブル）、ANZEN漫才、鈴木奈々 VTR出演：石神秀幸、吉川正洋（ダーリンハニー） | （なし） |
| （9月26日は『アレがあるから今がある!』のため休止）                                  |                            | | | |
| （10月3日は『世界!ちょっといいですか?〜色んな国で同じコト聞いてみた〜』のため休止） |                            | | | |
| 173                                                                                 | 10月10日 （21:00 - 22:48） | 新装開店SP かたせ梨乃と川村エミコのコスパGメン 杉田かおるに密着 デニーズの没メニュー 高橋英樹杯! 顔デカ選手権                                              | 高橋英樹、あき竹城、池上季実子、及川光博、藤田ニコル、山崎弘也（アンタッチャブル） VTR出演：かたせ梨乃、川村エミコ（たんぽぽ）、杉田かおる、関太（タイムマシーン3号）ほか                                                                                                 | （なし） |
| 174                                                                                 | 10月17日 （22:20 - 23:13） | 出張査定! ダレトク不動産 燕三条のキッチン専門店 | かたせ梨乃、山崎弘也（アンタッチャブル）、小峠英二（バイきんぐ）、柳原可奈子、工藤阿須加、堀田茜 VTR出演：安藤なつ（メイプル超合金）、内藤大助、加藤歩（ザブングル）、ドン小西、江川達也                                                                                  | （なし） |
| 175                                                                                 | 10月24日                   | ダレトク小顔バスツアー 遼河はるひのコスパGメン 「ロッテリア」の没メニュー                                                                                  | 高橋ひとみ、山崎弘也（アンタッチャブル）、遼河はるひ、小宮浩信、藤田ニコル、関太（タイムマシーン3号） VTR出演：久保田磨希、白鳥久美子（たんぽぽ） | （なし） |
| 176                                                                                 | 10月31日                   | ダレトク!?美脚バスツアー コスパGメン | 博多大吉（博多華丸・大吉）、山崎弘也（アンタッチャブル）、遼河はるひ、浜口京子、磯山さやか VTR出演：藤田ニコル、山村紅葉、倉田真由美、山崎ケイ、高橋ひとみ、小宮浩信（三四郎）、濱田マリ、江上敬子（ニッチェ）                                                            | （なし） |
| 177                                                                                 | 11月7日                    | 家事代行サービス・ピンキリ調査 「くら寿司」没メニュー | 渡辺えり、陣内智則、山崎弘也（アンタッチャブル）、辻希美、朝比奈彩 VTR出演：クロちゃん（安田大サーカス）、やしろ優、野村辰二（笑撃戦隊） | （なし） |
| 178                                                                                 | 11月14日                   | 芸能人の自宅 20年前のラーメン屋 | 山崎弘也（アンタッチャブル）、佐藤仁美、安藤なつ（メイプル超合金）、池田美優 VTR出演：AMEMIYA、村上純（しずる）、大鶴義丹 | （なし） |
| 179                                                                                 | 11月21日                   | もしも有吉が〇〇王になるなら!! キャンピングカー家族 | 出川哲朗、藤田朋子、山崎弘也（アンタッチャブル）、小倉優子、藤田ニコル VTR出演：保阪尚希、藤田朋子 | （なし） |
| 180                                                                                 | 11月28日                   | 美乳バスツアー 太鼓判ラーメン屋のその後 | 森昌子、出川哲朗、山崎弘也（アンタッチャブル）、安藤なつ（メイプル超合金）、藤田ニコル VTR出演：藤田ニコル、誠子（尼神インター）、鳥居みゆき、やしろ優、佐藤仁美 | （なし） |
| 181                                                                                 | 12月5日                    | 目指せ! ミランダ・カー ダレトク不動産 | 吉川美代子、山崎弘也（アンタッチャブル）、遼河はるひ、小池栄子、信江勇 VTR出演：岩井志麻子、花田虎上、佐藤満春（どきどきキャンプ） | （なし） |
| 182                                                                                 | 12月12日 （22:30 - 23:24） | 「 香港を知り尽くした芸能人の金と時間の使い方 クリーニング業界のピンキリ調査                                                                               | 加賀まりこ、松本伊代、陣内智則、山崎弘也（アンタッチャブル） VTR出演：誠子（尼神インター）、中川翔子、浅野ゆう子 | （なし） |
| 183                                                                                 | 12月19日                   | ダレトク年末大掃除 紫吹淳の日帰り 香港ツアー | 紫吹淳、松村邦洋、山崎弘也（アンタッチャブル）、小宮浩信（三四郎） VTR出演：岩井志麻子 | （なし） |
| （12月26日は『今夜はナゾトレ＋潜在能力テスト』合体SPのため休止）                    |                            | | | |

| 2018年                                                                                          | 2018年                    | 2018年                                                                   | 2018年 | 2018年 |
| 回                                                                                              | 放送日                    | 放送内容                                                                 | ゲスト | 調査員 |
| ----------------------------------------------------------------------------------------------- | ------------------------- | ------------------------------------------------------------------------ | --- | --- |
| （1月2日は『世界のスーパーすっごい人にお願い! ちょっとだけでも何とかなりませんか?』のため休止） |                           |                                                                          | | |
| 184                                                                                             | 1月9日 （22:15 - 23:09）  | もし有吉が〇〇王になるなら ダレトク!?家族っていいな ピンキリ比較調査     | 山崎弘也（アンタッチャブル）、遼河はるひ、安藤なつ（メイプル超合金）、鈴木奈々                                                                | 大場久美子、小柳ルミ子 |
| 185                                                                                             | 1月16日                   | 「丸亀製麺」没メニュー マカオ ギャンブルの世界                           | 賀来千香子、山村紅葉、山崎弘也（アンタッチャブル）、藤田ニコル、関太（タイムマシーン3号）                                                     | 小柳ルミ子、田中美奈子、高橋ひとみ、柳原可奈子 |
| 186                                                                                             | 1月23日                   | 台湾日帰り3時間ツアー                                                    | 渡辺満里奈、陣内智則、山崎弘也（アンタッチャブル）、安藤なつ（メイプル超合金）                                                                | 益若つばさ、武井壮 |
| 187                                                                                             | 1月30日                   | 郊外に住む芸能人の自宅の査定額 年商3億5千万のカキ王                      | 小柳ルミ子、山崎弘也（アンタッチャブル）、滝沢秀明、藤田ニコル                                                                                | 池谷直樹、ダイアモンド☆ユカイ、田中美奈子 |
| 188                                                                                             | 2月6日                    | ダレトク開運ツアー・印鑑編 ピンキリ調査・驚きの収納術                    | 松村邦洋、山崎弘也（アンタッチャブル）、安藤なつ（メイプル超合金）、池田美優                                                                  | 尼神インター、デヴィ・スカルノ、袴田吉彦、和牛、板倉俊之（インパルス）、ボビー・オロゴン                                                                           |
| 189                                                                                             | 2月13日                   | ダレトク逆転ライフ・風水編 ダレトク シンガポールツアー                   | 岩井志麻子、藤本敏史（FUJIWARA）、山崎弘也（アンタッチャブル）、朝比奈彩                                                                      | 川上麻衣子、中野美奈子 |
| （2月20日は「2018年平昌オリンピック」中継のため休止）                                           |                           |                                                                          | | |
| 190                                                                                             | 2月27日 （22:20 - 23:14） | 奇跡の若返りシニアメイク シンガポール日帰り3時間ツアー                   | 松本伊代、山崎弘也（アンタッチャブル）、田中卓志（アンガールズ）、大石絵理                                                                    | アキラ100%、福田充徳（チュートリアル |
| 191                                                                                             | 3月6日                    | クセモノ芸能人の豪邸の査定額                                             | 山崎弘也（アンタッチャブル）、小峠英二（バイきんぐ）、安藤なつ（メイプル超合金）、藤田ニコル                                                  | 東てる美、内間政成（スリムクラブ）、DJ KAORI、野呂佳代、松本明子                                                                                                   |
| （3月13日から4月3日までは改編期特番のため休止）                                                 |                           |                                                                          | | |
| 192                                                                                             | 4月10日 （22:15 - 23:39） | バカ満開SP とんでもない家具を組み立てる女性芸能人 ハワイのキモウマグルメ | IKKO、山崎弘也（アンタッチャブル）、小杉竜一（ブラックマヨネーズ）、村上佳菜子、藤田ニコル、関太（タイムマシーン3号）                         | 小峠英二（バイきんぐ）、紫吹淳、野村佑香、辻希美、丸山桂里奈 |
| 193                                                                                             | 4月17日                   | 大先輩の説教中 人は食べられるか 着物着付けバトル                         | 高橋克典、カンニング竹山、山崎弘也（アンタッチャブル）、柳原可奈子                                                                            | アルコ&ピース、江口直人（どぶろっく）、牧野ステテコ、大和一孝（スパローズ）、小峠英二（バイきんぐ）、紫吹淳、野村佑香、辻希美、丸山桂里奈                          |
| 194                                                                                             | 4月24日                   | 1人でできるかな!? 選手権 二刀流美女                                      | 陣内智則、山崎弘也（アンタッチャブル）、鈴木紗理奈、土屋アンナ                                                                                | 小峠英二（バイきんぐ）、松本伊代、鈴木亜美、鈴木奈々、平子祐希（アルコ&ピース）                                                                                    |
| 195                                                                                             | 5月1日                    | 恋愛に恵まれない芸能人 アイドルを愛する偏愛マダム                        | 出川哲朗、遼河はるひ、山崎弘也（アンタッチャブル）、丸山桂里奈                                                                                | 渡辺裕太、三上真史、純烈 |
| 196                                                                                             | 5月8日                    | 絶品飯を賭けてギャンブル勝負                                             | 小柳ルミ子、出川哲朗、山崎弘也（アンタッチャブル）、塚田僚一、池田美優                                                                        | 平成ノブシコブシ、小柳ルミ子、貴闘力、蛭子能収 |
| 197                                                                                             | 5月15日                   | おせっかい鑑定 二刀流美女に挑戦                                          | 山崎弘也（アンタッチャブル）、中村仁美、メイプル超合金                                                                                        | 布川敏和、布川桃花、土屋アンナ、吉田豪、井戸田潤（スピードワゴン）                                                                                                 |
| 198                                                                                             | 5月22日                   | 没メニュー「夢庵」編 私の事好きだったのね 確認ツアー                     | 山崎弘也（アンタッチャブル）、川田裕美、カミナリ、藤田ニコル、関太（タイムマシーン3号）                                                       | ニッチェ、クロちゃん（安田大サーカス） |
| 199                                                                                             | 5月29日                   | 有吉弘行44歳生誕祭 芸能人ギャンブラー                                    | 山崎弘也（アンタッチャブル）、佐藤仁美、いとうあさこ、滝沢カレン                                                                              | カンニング竹山、田中卓志（アンガールズ）、佐藤仁美、藤田ニコル、平成ノブシコブシ、小柳ルミ子、錦野旦、見栄晴、千原せいじ                                           |
| 200                                                                                             | 6月5日                    | 200回記念ご褒美ディズニーツアー                                          | 山崎弘也（アンタッチャブル）、長嶋一茂、小沢仁志、ガンバレルーヤ、佐藤仁美ほか                                                                | |
| 201                                                                                             | 6月12日 （22:15 - 23:09） | 芸能人のお宝鑑定 絶品料理のウマい汁                                      | 山崎弘也（アンタッチャブル）、加藤諒、安藤なつ（メイプル超合金）、鈴木奈々、中井りか                                                          | 木下ほうか、ルー大柴、川島明（麒麟）、デヴィ・スカルノ、湯川セイント、お侍ちゃん                                                                                   |
| （6月19日から7月3日まで休止）                                                                   |                           |                                                                          | | |
| 202                                                                                             | 7月10日 （21:00 - 22:48） | おバカな暑中お見舞いSP キモウマグルメinUSA モノマネポリス                | IKKO、長嶋一茂、山崎弘也（アンタッチャブル）、藤田ニコル、関太（タイムマシーン3号）                                                           | 清水アキラ、神奈月、レイザーラモンRG、じゅんいちダビッドソン、福島善成（ガリットチュウ）、チョコレートプラネット、キンタロー。、羽生ゆずれない、紗蘭、牧野ステテコ |
| 203                                                                                             | 7月17日 （22:20 - 23:13） | 女優が狙う若手社長 ドムドムバーガーの没メニュー                          | 高田延彦、山崎弘也（アンタッチャブル）、完熟フレッシュ、関太（タイムマシーン3号）                                                             | ガンバレルーヤ、吉村崇（平成ノブシコブシ） |
| 204                                                                                             | 7月24日                   | スナック有吉 ワタシのこと好きだったよね! 確認ツアー                      | 遠藤憲一、滝沢秀明、山崎弘也（アンタッチャブル）、田中卓志（アンガールズ）                                                                    | 大和田伸也、レイザーラモンRG、カミナリ |
| 205                                                                                             | 7月31日                   | IT社長を青田買い ビンボー芸人の家計助け 「銀だこ」没メニュー             | 山崎弘也（アンタッチャブル）、小峠英二（バイきんぐ）、尼神インター、藤田ニコル、関太（タイムマシーン3号）                                     | 尼神インター、左近どすえ（ドス恋戦士M）、オモロ川だいすけ |
| 206                                                                                             | 8月7日                    | 「ピザーラ」没メニュー 二刀流美女                                        | 石原良純、山崎弘也（アンタッチャブル）、遼河はるひ、池田美優、関太（タイムマシーン3号）                                                       | 尾形貴弘（パンサー）、平子祐希（アルコ&ピース）、武田修宏、土屋アンナ                                                                                              |
| 207                                                                                             | 8月14日                   | スナック有吉 有名芸能人がくっきーメイクに挑戦                            | 山崎弘也（アンタッチャブル）、小峠英二（バイきんぐ）、藤田ニコル、紗蘭、原田龍二                                                              | くっきー（野性爆弾）、福島善成（ガリットチュウ） |
| 208                                                                                             | 8月21日                   | すりガラス歌謡祭 キモうまグルメin沖縄                                    | 和田アキ子、山崎弘也（アンタッチャブル）、田中卓志（アンガールズ）、藤田ニコル                                                                | 有村昆、紗蘭 |
| 209                                                                                             | 8月28日                   | スナック有吉 激安立ち食いグルメ                                          | IKKO、陣内智則、山崎弘也（アンタッチャブル）、田中卓志（アンガールズ）、福地桃子、立川志らく                                                  | 浜辺のウルフ、ロリィタ族。、井上ブルドーザー（ブルーザー） |
| 210                                                                                             | 9月4日                    | スナック有吉 ウナギに代わる魚を探せ                                      | 勝俣州和、山崎弘也（アンタッチャブル）、平野ノラ、夏菜                                                                                        | 仁香、春日俊彰（オードリー）、紗蘭、藤井サチ |
| 211                                                                                             | 9月11日                   | スナック有吉・徳光和夫編 東西肉合戦                                      | 徳光和夫、陣内智則、山崎弘也（アンタッチャブル）、藤田ニコル                                                                                  | ナイツ、池田美優、銀シャリ |
| 212                                                                                             | 9月18日                   | スナック有吉・森昌子編 高橋真麻のはしご酒                                | 森昌子、山崎弘也（アンタッチャブル）、メイプル超合金、伊藤萌々香（フェアリーズ）                                                              | 関太（タイムマシーン3号）、具志堅用高、大久保佳代子 |
| （9月25日と10月2日は休止）                                                                      |                           |                                                                          | | |
| 213                                                                                             | 10月9日 （22:20 - 23:14） | あなたの代わりに何か撮ってきましょうか? スナック有吉・要潤               | 要潤、陣内智則、山崎弘也（アンタッチャブル）、いとうあさこ、田中道子                                                                          | （なし） |
| 214                                                                                             | 10月16日                  | スナック有吉・阿部サダヲ 没メニュー・スシロー編                          | 阿部サダヲ、山崎弘也（アンタッチャブル）、小峠英二（バイきんぐ）、藤井サチ、滝沢秀一（マシンガンズ）、関太（タイムマシーン3号）               | （なし） |
| 215                                                                                             | 10月23日                  | スナック有吉・長嶋一茂 没メニュー・柿安編                                | 長嶋一茂、山崎弘也（アンタッチャブル）、谷まりあ、花田虎上、元木大介、小峠英二（バイきんぐ）、土屋アンナ、朝比奈彩、関太（タイムマシーン3号） | （なし） |
| 216                                                                                             | 10月30日                  | スナック有吉・八木亜希子 没メニュー・串カツ田中編                        | 八木亜希子、長嶋一茂、山崎弘也（アンタッチャブル）、石川恋、関太（タイムマシーン3号）                                                         | （なし） |
| 217                                                                                             | 11月6日                   | スナック有吉・木下優樹菜&青山テルマ 没メニュー・ガスト                   | 石塚英彦、山崎弘也（アンタッチャブル）、朝日奈央、木下優樹菜、青山テルマ、池田美優、関太（タイムマシーン3号）                                 | （なし） |
| 218                                                                                             | 11月13日                  | スナック有吉・朝青龍 没メニュー・俺のシリーズ編                          | 朝青龍明徳、出川哲朗、勝俣州和、山崎弘也（アンタッチャブル）、安めぐみ、柳原可奈子、池田美優、関太（タイムマシーン3号）                       | （なし） |
| 219                                                                                             | 11月20日                  | スナック有吉・DA PUMP 没メニュー・P 1/f編                                | DA PUMP、石原良純、北斗晶、佐々木健介、池田美優、関太（タイムマシーン3号）                                                                    | （なし） |
| 220                                                                                             | 11月27日                  | スナック有吉・渡辺えり&キムラ緑子 没メニュー・リンガーハット編           | 渡辺えり、キムラ緑子、出川哲朗、山崎弘也（アンタッチャブル）、藤井サチ、関太（タイムマシーン3号）                                             | （なし） |
| 221                                                                                             | 12月4日                   | スナック有吉・高橋克実&平野レミ 没メニュー・カルビー編                   | 高橋克実、平野レミ、竹山隆範、濱口優（よゐこ）、山崎弘也（アンタッチャブル）、柳原可奈子、岡田結実、加藤ゆりな、関太（タイムマシーン3号）     | （なし） |
| 222                                                                                             | 12月11日                  | スナック有吉・志村けん 没メニュー・かつや編                              | 志村けん、中山秀征、山崎弘也（アンタッチャブル）、橋本マナミ、大悟（千鳥）、関太（タイムマシーン3号）                                         | （なし） |
| （12月18日から2019年1月15日までは年末年始特番のため休止）                                       |                           |                                                                          | | |

| 223 | 1月22日 （22:15 - 23:09） | スナック有吉・大泉洋 没メニュー・カプリチョーザ編                     | 大泉洋、山崎弘也（アンタッチャブル）、小峠英二（バイきんぐ）、吉村崇（平成ノブシコブシ）、メイプル超合金、滝沢カレン、須田亜香里、関太（タイムマシーン3号）   |
| 224 | 1月29日                   | スナック有吉・飯島直子&松本明子 没メニュー・らあめん花月編            | 飯島直子、松本明子、濱口優（よゐこ）、山崎弘也（アンタッチャブル）、遼河はるひ、滝沢カレン、関太（タイムマシーン3号）                                         |
| 225 | 2月5日                    | スナック有吉・サンドウィッチマン 没メニュー・フレッシュネスバーガー編 | サンドウィッチマン、高橋克典、山崎弘也（アンタッチャブル）、遼河はるひ、ゆきぽよ、関太（タイムマシーン3号）、永野、あぁ〜しらき、パーティ内山、東京ホテイソン |
| 226 | 2月12日                   | スナック有吉・北山宏光 「しゃぶしゃぶ温野菜」復活メニュー披露         | 山崎弘也（アンタッチャブル）、カズレーザー（メイプル超合金）、藤井サチ、関太（タイムマシーン3号）、北山宏光（Kis-My-Ft2）                                     |
| 227 | 2月19日                   | スナック有吉・フリー女子アナ軍団 不二家復活メニュー披露               | 馬場典子、石井希和、神田愛花、吉田明世、的場浩司、山崎弘也（アンタッチャブル）、安藤なつ（メイプル超合金）、池田美優、関太（タイムマシーン3号）               |
| 228 | 2月26日                   | スナック有吉・おぎやはぎと人力舎                                      | おぎやはぎ、中村芝翫、ゆってぃ、岡野陽一、川井、いかちゃん、ザ・マミィ、山崎弘也（アンタッチャブル）、鈴木拓（ドランクドラゴン）、遼河はるひ、ラブリ          |
| 229 | 3月5日                    | スナック有吉・オネエ軍団 没メニュー・牛角編                           | IKKO、ナジャ・グランディーバ、ミッツ・マングローブ、石塚英彦（ホンジャマカ）、山崎弘也（アンタッチャブル）、土屋アンナ、菊地亜美、大石絵理                    |
| 230 | 3月12日                   | スナック有吉・さまぁ〜ず 没メニュー・すしざんまい編                   | さまぁ〜ず、山崎弘也（アンタッチャブル）、池田美優、関太（タイムマシーン3号）                                                                                 |
| 231 | 3月19日                   | ダレトクサヨナラ祭・名場面集 キモウマグルメ・タランチュラ編           | 山崎弘也（アンタッチャブル）、田中卓志（アンガールズ）、藤田ニコル、神奈月                                                                                    |

## ネット局と放送時間
30分時代
| 放送対象地域   | 放送局                   | 系列                                         | 放送時間                     | ネット状況 |
| -------------- | ------------------------ | -------------------------------------------- | ---------------------------- | ---------- |
| 近畿広域圏     | 関西テレビ (KTV)         | フジテレビ系列                               | 火曜 23:00 - 23:30           | 制作局     |
| 北海道         | 北海道文化放送 (uhb)     | フジテレビ系列                               | 火曜 23:00 - 23:30           | 同時ネット |
| 岩手県         | 岩手めんこいテレビ (mit) | フジテレビ系列                               | 火曜 23:00 - 23:30           | 同時ネット |
| 宮城県         | 仙台放送 (OX)            | フジテレビ系列                               | 火曜 23:00 - 23:30           | 同時ネット |
| 秋田県         | 秋田テレビ (AKT)         | フジテレビ系列                               | 火曜 23:00 - 23:30           | 同時ネット |
| 山形県         | さくらんぼテレビ (SAY)   | フジテレビ系列                               | 火曜 23:00 - 23:30           | 同時ネット |
| 福島県         | 福島テレビ (FTV)         | フジテレビ系列                               | 火曜 23:00 - 23:30           | 同時ネット |
| 関東広域圏     | フジテレビ (CX)          | フジテレビ系列                               | 火曜 23:00 - 23:30           | 同時ネット |
| 長野県         | 長野放送 (NBS)           | フジテレビ系列                               | 火曜 23:00 - 23:30           | 同時ネット |
| 新潟県         | 新潟総合テレビ (NST)     | フジテレビ系列                               | 火曜 23:00 - 23:30           | 同時ネット |
| 静岡県         | テレビ静岡 (SUT)         | フジテレビ系列                               | 火曜 23:00 - 23:30           | 同時ネット |
| 富山県         | 富山テレビ (BBT)         | フジテレビ系列                               | 火曜 23:00 - 23:30           | 同時ネット |
| 石川県         | 石川テレビ (ITC)         | フジテレビ系列                               | 火曜 23:00 - 23:30           | 同時ネット |
| 福井県         | 福井テレビ (FTB)         | フジテレビ系列                               | 火曜 23:00 - 23:30           | 同時ネット |
| 中京広域圏     | 東海テレビ (THK)         | フジテレビ系列                               | 火曜 23:00 - 23:30           | 同時ネット |
| 島根県・鳥取県 | 山陰中央テレビ (TSK)     | フジテレビ系列                               | 火曜 23:00 - 23:30           | 同時ネット |
| 岡山県・香川県 | 岡山放送 (OHK)           | フジテレビ系列                               | 火曜 23:00 - 23:30           | 同時ネット |
| 広島県         | テレビ新広島 (tss)       | フジテレビ系列                               | 火曜 23:00 - 23:30           | 同時ネット |
| 愛媛県         | テレビ愛媛 (EBC)         | フジテレビ系列                               | 火曜 23:00 - 23:30           | 同時ネット |
| 高知県         | 高知さんさんテレビ (KSS) | フジテレビ系列                               | 火曜 23:00 - 23:30           | 同時ネット |
| 福岡県         | テレビ西日本 (TNC)       | フジテレビ系列                               | 火曜 23:00 - 23:30           | 同時ネット |
| 佐賀県         | サガテレビ (STS)         | フジテレビ系列                               | 火曜 23:00 - 23:30           | 同時ネット |
| 長崎県         | テレビ長崎 (KTN)         | フジテレビ系列                               | 火曜 23:00 - 23:30           | 同時ネット |
| 熊本県         | テレビくまもと (TKU)     | フジテレビ系列                               | 火曜 23:00 - 23:30           | 同時ネット |
| 鹿児島県       | 鹿児島テレビ (KTS)       | フジテレビ系列                               | 火曜 23:00 - 23:30           | 同時ネット |
| 沖縄県         | 沖縄テレビ (OTV)         | フジテレビ系列                               | 火曜 23:00 - 23:30           | 同時ネット |
| 青森県         | 青森朝日放送 (ABA)       | テレビ朝日系列                               | 金曜 0:15 - 0:45（木曜深夜） | 遅れネット |
| 宮崎県         | テレビ宮崎 (UMK)         | フジテレビ系列 日本テレビ系列 テレビ朝日系列 | 水曜 1:54 - 2:24（火曜深夜） | 遅れネット |

1時間時代
| 放送対象地域   | 放送局                    | 系列                          | 放送時間             | ネット状況 |
| -------------- | ------------------------- | ----------------------------- | -------------------- | ---------- |
| 近畿広域圏     | 関西テレビ（KTV）         | フジテレビ系列                | 火曜日 22:00 - 22:54 | 制作局     |
| 北海道         | 北海道文化放送（uhb）     | フジテレビ系列                | 火曜日 22:00 - 22:54 | 同時ネット |
| 岩手県         | 岩手めんこいテレビ（mit） | フジテレビ系列                | 火曜日 22:00 - 22:54 | 同時ネット |
| 宮城県         | 仙台放送（OX）            | フジテレビ系列                | 火曜日 22:00 - 22:54 | 同時ネット |
| 秋田県         | 秋田テレビ（AKT）         | フジテレビ系列                | 火曜日 22:00 - 22:54 | 同時ネット |
| 山形県         | さくらんぼテレビ（SAY）   | フジテレビ系列                | 火曜日 22:00 - 22:54 | 同時ネット |
| 福島県         | 福島テレビ（FTV）         | フジテレビ系列                | 火曜日 22:00 - 22:54 | 同時ネット |
| 関東広域圏     | フジテレビ（CX）          | フジテレビ系列                | 火曜日 22:00 - 22:54 | 同時ネット |
| 長野県         | 長野放送（NBS）           | フジテレビ系列                | 火曜日 22:00 - 22:54 | 同時ネット |
| 新潟県         | 新潟総合テレビ（NST）     | フジテレビ系列                | 火曜日 22:00 - 22:54 | 同時ネット |
| 静岡県         | テレビ静岡（SUT）         | フジテレビ系列                | 火曜日 22:00 - 22:54 | 同時ネット |
| 富山県         | 富山テレビ（BBT）         | フジテレビ系列                | 火曜日 22:00 - 22:54 | 同時ネット |
| 石川県         | 石川テレビ（ITC）         | フジテレビ系列                | 火曜日 22:00 - 22:54 | 同時ネット |
| 福井県         | 福井テレビ（FTB）         | フジテレビ系列                | 火曜日 22:00 - 22:54 | 同時ネット |
| 中京広域圏     | 東海テレビ（THK）         | フジテレビ系列                | 火曜日 22:00 - 22:54 | 同時ネット |
| 島根県・鳥取県 | 山陰中央テレビ（TSK）     | フジテレビ系列                | 火曜日 22:00 - 22:54 | 同時ネット |
| 岡山県・香川県 | 岡山放送（OHK）           | フジテレビ系列                | 火曜日 22:00 - 22:54 | 同時ネット |
| 広島県         | テレビ新広島（tss）       | フジテレビ系列                | 火曜日 22:00 - 22:54 | 同時ネット |
| 愛媛県         | テレビ愛媛（EBC）         | フジテレビ系列                | 火曜日 22:00 - 22:54 | 同時ネット |
| 高知県         | 高知さんさんテレビ（KSS） | フジテレビ系列                | 火曜日 22:00 - 22:54 | 同時ネット |
| 福岡県         | テレビ西日本（TNC）       | フジテレビ系列                | 火曜日 22:00 - 22:54 | 同時ネット |
| 佐賀県         | サガテレビ（STS）         | フジテレビ系列                | 火曜日 22:00 - 22:54 | 同時ネット |
| 長崎県         | テレビ長崎（KTN）         | フジテレビ系列                | 火曜日 22:00 - 22:54 | 同時ネット |
| 熊本県         | テレビ熊本（TKU）         | フジテレビ系列                | 火曜日 22:00 - 22:54 | 同時ネット |
| 大分県         | テレビ大分（TOS）         | 日本テレビ系列 フジテレビ系列 | 火曜日 22:00 - 22:54 | 同時ネット |
| 鹿児島県       | 鹿児島テレビ（KTS）       | フジテレビ系列                | 火曜日 22:00 - 22:54 | 同時ネット |
| 沖縄県         | 沖縄テレビ（OTV）         | フジテレビ系列                | 火曜日 22:00 - 22:54 | 同時ネット |

ネット配信
| 配信サイト | 更新時間        | 備考                 |
| ---------- | --------------- | -------------------- |
| TVer       | 火曜 22:54 更新 | 最新話限定で無料配信 |
| GYAO!      | 水曜 10:00 更新 | 最新話限定で無料配信 |